# Bake Off Uruguay
Bake Off Uruguay, El gran pastelero es un programa de televisión uruguayo de pastelería emitido y producido por Canal 4, basado en el concurso británico The Great British Bake Off.
En la primera temporada, la conducción del programa estuvo a cargo de la actriz y comunicadora Annasofía Facello, y el jurado estuvo conformado por Stephanie Rauhut, Jean Paul Bondoux y Sofía Muñoz. La primera temporada contó con 14 participantes, y fue estrenada el 26 de agosto de 2021. El ganador fue Facundo Amestoy. 
A partir de la segunda temporada, la conducción estuvo a cargo de Jimena Sabaris; por su parte, en el jurado, Hugo Soca reemplaza a Jean Paul Bondoux, y Rose Galfione sustituye a Stephanie Rauhut.
La cuarta temporada, a estrenarse en 2025, se realizará por primera vez con participantes famosos. En esta edición, el jurado estará conformado nuevamente por Hugo Soca, con la incorporación de Leticia Copiz.

## Formato
El programa se emite en un formato semanal, donde en cada programa un participante es eliminado. Consiste en dos pruebas semanales, un desafío técnico y un desafío creativo. En cada uno de ellos los participantes son evaluados por el jurado y, en función de los resultados obtenidos, deciden quién es el pastelero estrella de la semana y quién debe abandonar la competencia.
- Desafío Creativo: El jurado le da a los participantes una consigna general sobre qué tipo de preparación deben elaborar.
- Desafío Técnico: En este desafío se evalúa la técnica de los participantes, brindándoles una receta específica que deben reproducir con la mayor exactitud posible. En este caso, el jurado prueba las preparaciones sin saber quién las elaboró y clasifica a los participantes.

## Producción

### Anuncio y casting
La realización uruguaya del talent show fue anunciada en mayo de 2021, y la confirmación de la conductora y el jurado, en el mes de junio.
Las inscripciones en línea se realizaron entre los meses de mayo y junio del mismo año, y a las audiciones presenciales asistieron cerca de 2 mil personas, de las cuales solamente 14 fueron seleccionadas para la primera temporada del concurso.
El estreno se llevó a cabo el 26 de agosto de ese año.

### Grabación
El programa es grabado en una gran carpa, ubicada en Jacksonville, Montevideo. Esto, porque la licencia del concurso exige que sea en un lugar alejado de la ciudad y del ruido. La cuarta temporada, sin embargo, será grabada en una locación diferente.

## Primera temporada (2021)

### Equipo

#### Conducción
- Annasofía Facello: actriz y comunicadora, quien ya ha participado en programas de telerrealidad en el Canal 10.[18]

#### Jurado
- Jean Paul Bondoux: chef francés nacido en Borgoña y radicado en Uruguay desde 1979. Fundador del restaurante La Bourgogne.[19]
- Sofía Muñoz: propietaria de Pecana, donde lidera un amplio local a metros de Punta Carretas Shopping. Estudió en el Instituto Gato Dumas y también en Buenos Aires.[19]
- Stephanie Rauhut: emprendedora gastronómica, estudió en Francia, y lleva adelante la boutique online de pastelería Süss Pastelería.[19]

#### Host digital
- Sofía Antoniol: cocinera e influencer, dueña del local gastronómico Dulce Sofía.[20]

### Participantes
| Nombre              | Procedencia        | Edad    | Profesión                                 | Situación              |
| ------------------- | ------------------ | ------- | ----------------------------------------- | ---------------------- |
| Facundo Amestoy     | Colonia            | 31 años | Emprendedor                               | Ganador                |
| Verónica Osorio     | Montevideo         | 29 años | Policía                                   | 2.do Lugar             |
| Antonio Deubaldo    | Minas              | 40 años | Fonoaudiólogo                             | 3.er Lugar             |
| Camila Piccolo      | Montevideo         | 35 años | Actriz y estudiante de economía           | 4.to Lugar             |
| Jimena Pereda       | Montevideo         | 38 años | Médica endocrinóloga y docente            | 2.da / 13.ra Eliminada |
| Micaela Briozzo     | Ciudad de la Costa | 21 años | Estudiante de Ingeniería eléctrica        | 12.da Eliminada        |
| Ofelia Placeres     | San José           | 51 años | Tambera                                   | 11.ra Eliminada        |
| Juan Pablo Rocha    | Montevideo         | 30 años | Bailarín y obrero de construcción         | 1.er / 10.mo Eliminado |
| Marcos Mettetieri   | San José           | 31 años | Médico                                    | 9.no Eliminado         |
| Guillermo Chocho    | Parque Rodó        | 29 años | Hotelero y estudiante de contabilidad     | 5.to / 8.vo Eliminado  |
| Yenifer Franco      | Maroñas            | 23 años | Tiktoker                                  | 7.ma Eliminada         |
| Graciela Kosenko    | Atlántida          | 65 años | Jubilada                                  | 6.ta Eliminada         |
| Natalie Nannariello | Punta Carretas     | 34 años | Lic. en comunicación y diseñadora gráfica | 4.ta Eliminada         |
| Silvia Paiva        | Rivera             | 42 años | Enfermera                                 | 3.ra Eliminada         |

### Tabla estadística
| 1  | Facundo    | NP  | NP  | AD  | AD  | MD  | MD  | SMD | PE  | BD  | SPD | SMD | PE  | AD  | MD  | MD  | MD  | MD  | AD  | NP  | NP  | GD  | MD  | BD  | TPD | AD  | PE  | SMD | PE  |  |  |  |  |  |  | MD | AD | GANADOR   |  |  |  |  |  |  |  |  |  |  |  |  |  |  |  |  |  |  |  |  |  |  |  |  |  |  |  |  |  |  |  |  |  |  |  |  |  |  |  |  |  |  |  |  |  |  |  |  |  |  |  |  |  |  |
| 2  | Verónica   | MD  | MD  | NP  | NP  | AD  | PE  | AD  | SMD | MD  | MD  | GD  | SMD | GD  | SMD | BD  | AD  | AD  | MD  | NP  | NP  | MD  | SMD | GD  | PE  | MD  | AD  | GD  | MD  |  |  |  |  |  |  | MD | AD | FINALISTA |  |  |  |  |  |  |  |  |  |  |  |  |  |  |  |  |  |  |  |  |  |  |  |  |  |  |  |  |  |  |  |  |  |  |  |  |  |  |  |  |  |  |  |  |  |  |  |  |  |  |  |  |  |  |
| 3  | Antonio    | NP  | NP  | GD  | PE  | GD  | AD  | AD  | MD  | AD  | PE  | MD  | AD  | AD  | AD  | MD  | SPD | SMD | PE  | NP  | NP  | AD  | TPD | AD  | SMD | MD  | SMD | BD  | AD  |  |  |  |  |  |  | AD | EL |           |  |  |  |  |  |  |  |  |  |  |  |  |  |  |  |  |  |  |  |  |  |  |  |  |  |  |  |  |  |  |  |  |  |  |  |  |  |  |  |  |  |  |  |  |  |  |  |  |  |  |  |  |  |  |
| 4  | Camila     | NP  | NP  | SMD | AD  | AD  | MD  | MD  | AD  | BD  | MD  | BD  | SPD | BD  | SPD | GD  | SMD | AD  | SPD | NP  | NP  | MD  | AD  | MD  | MD  | MD  | AD  | AD  | AD  |  |  |  |  |  |  |    |    |           |  |  |  |  |  |  |  |  |  |  |  |  |  |  |  |  |  |  |  |  |  |  |  |  |  |  |  |  |  |  |  |  |  |  |  |  |  |  |  |  |  |  |  |  |  |  |  |  |  |  |  |  |  |  |
| 5  | Jimena     | NP  | NP  | BD  | EL  |     |     |     |     |     |     |     |     |     |     |     |     |     |     | GD  | REG | SMD | AD  | AD  | AD  | SMD | AD  | BD  | SPD |  |  |  |  |  |  |    |    |           |  |  |  |  |  |  |  |  |  |  |  |  |  |  |  |  |  |  |  |  |  |  |  |  |  |  |  |  |  |  |  |  |  |  |  |  |  |  |  |  |  |  |  |  |  |  |  |  |  |  |  |  |  |  |
| 6  | Micaela    | SMD | PE  | NP  | NP  | SMD | TPD | GD  | AD  | BD  | AD  | BD  | AD  | SMD | PE  | SMD | AD  | GD  | SMD | NP  | NP  | MD  | PE  | SMD | MD  | GD  | MD  | MD  | SMD |  |  |  |  |  |  |    |    |           |  |  |  |  |  |  |  |  |  |  |  |  |  |  |  |  |  |  |  |  |  |  |  |  |  |  |  |  |  |  |  |  |  |  |  |  |  |  |  |  |  |  |  |  |  |  |  |  |  |  |  |  |  |  |
| 7  | Ofelia     | NP  | NP  | MD  | AD  | BD  | AD  | BD  | MD  | NP  | AB  |     |     |     |     |     |     |     |     | MD  | REG | MD  | MD  | BD  | AD  | BD  | SPD | BD  | EL  |  |  |  |  |  |  |    |    |           |  |  |  |  |  |  |  |  |  |  |  |  |  |  |  |  |  |  |  |  |  |  |  |  |  |  |  |  |  |  |  |  |  |  |  |  |  |  |  |  |  |  |  |  |  |  |  |  |  |  |  |  |  |  |
| 8  | Juan Pablo | MD  | EL  |     |     |     |     |     |     |     |     |     |     |     |     |     |     |     |     | REG | NP  | AD  | MD  | MD  | SPD | BD  | EL  |     |     |  |  |  |  |  |  |    |    |           |  |  |  |  |  |  |  |  |  |  |  |  |  |  |  |  |  |  |  |  |  |  |  |  |  |  |  |  |  |  |  |  |  |  |  |  |  |  |  |  |  |  |  |  |  |  |  |  |  |  |  |  |  |  |
| 9  | Marcos     | AD  | AD  | NP  | NP  | MD  | MD  | AD  | MD  | AD  | MD  | BD  | MD  | MD  | AD  | AD  | PE  | MD  | SPD | NP  | NP  | BD  | SPD | MD  | EL  |     |     |     |     |  |  |  |  |  |  |    |    |           |  |  |  |  |  |  |  |  |  |  |  |  |  |  |  |  |  |  |  |  |  |  |  |  |  |  |  |  |  |  |  |  |  |  |  |  |  |  |  |  |  |  |  |  |  |  |  |  |  |  |  |  |  |  |
| 10 | Guillermo  | MD  | SMD | NP  | NP  | AD  | AD  | MD  | TPD | MD  | SPD | BD  | EL  |     |     |     |     |     |     | BD  | REG | BD  | EL  |     |     |     |     |     |     |  |  |  |  |  |  |    |    |           |  |  |  |  |  |  |  |  |  |  |  |  |  |  |  |  |  |  |  |  |  |  |  |  |  |  |  |  |  |  |  |  |  |  |  |  |  |  |  |  |  |  |  |  |  |  |  |  |  |  |  |  |  |  |
| 11 | Yenifer    | NP  | NP  | MD  | SPD | MD  | SMD | BD  | SPD | SMD | TPD | AD  | MD  | MD  | MD  | BD  | EL  |     |     | MD  | MD  |     |     |     |     |     |     |     |     |  |  |  |  |  |  |    |    |           |  |  |  |  |  |  |  |  |  |  |  |  |  |  |  |  |  |  |  |  |  |  |  |  |  |  |  |  |  |  |  |  |  |  |  |  |  |  |  |  |  |  |  |  |  |  |  |  |  |  |  |  |  |  |
| 12 | Graciela   | GD  | AD  | NP  | NP  | BD  | AD  | MD  | AD  | GD  | SMD | MD  | TPD | BD  | EL  |     |     |     |     |     |     |     |     |     |     |     |     |     |     |  |  |  |  |  |  |    |    |           |  |  |  |  |  |  |  |  |  |  |  |  |  |  |  |  |  |  |  |  |  |  |  |  |  |  |  |  |  |  |  |  |  |  |  |  |  |  |  |  |  |  |  |  |  |  |  |  |  |  |  |  |  |  |
| 13 | Natalie    | NP  | NP  | BD  | MD  | BD  | SPD | BD  | EL  |     |     |     |     |     |     |     |     |     |     | BD  | AD  |     |     |     |     |     |     |     |     |  |  |  |  |  |  |    |    |           |  |  |  |  |  |  |  |  |  |  |  |  |  |  |  |  |  |  |  |  |  |  |  |  |  |  |  |  |  |  |  |  |  |  |  |  |  |  |  |  |  |  |  |  |  |  |  |  |  |  |  |  |  |  |
| 14 | Silvia     | BD  | SPD | NP  | NP  | BD  | EL  |     |     |     |     |     |     |     |     |     |     |     |     | BD  | BD  |     |     |     |     |     |     |     |     |  |  |  |  |  |  |    |    |           |  |  |  |  |  |  |  |  |  |  |  |  |  |  |  |  |  |  |  |  |  |  |  |  |  |  |  |  |  |  |  |  |  |  |  |  |  |  |  |  |  |  |  |  |  |  |  |  |  |  |  |  |  |  |

Referencias
     Pastelero Estrella de la semana
     Gana el desafío técnico
     Segundo mejor pastelero de la semana / desafío
     Alto desempeño
     Medio desempeño
     Bajo desempeño en el desafío técnico
     Tercer peor desempeño
     Segundo peor desempeño
     Eliminado
     Abandona voluntariamente
     Regresa a la competencia por repechaje
     No participa del desafío

## Segunda temporada (2022)

### Equipo

#### Conducción
- Jimena Sabaris: comunicadora.[21]

#### Jurado
- Hugo Soca: chef graduado en Le Cordon Bleu, comunicador y propietario de Almacén Hugo Soca.[22]
- Rose Galfione: licenciada en Relaciones Públicas, cocinera profesional y sommelière internacional.[23]
- Sofía Muñoz: propietaria de Pecana.

#### Host digital
- Sofía Antoniol: cocinera e influencer, dueña del local gastronómico Dulce Sofía.

### Participantes
| Nombre                 | Procedencia | Edad    | Profesión                               | Situación              |
| ---------------------- | ----------- | ------- | --------------------------------------- | ---------------------- |
| Noelia Carnales        | Montevideo  | 33 años | Piloto                                  | Ganadora               |
| Camila Rodríguez       | Montevideo  | 25 años | Administrativa                          | 2.do Lugar             |
| Nicolás Lasa           | Montevideo  | 34 años | Psicólogo y edil                        | 3.er Lugar             |
| Mathías Maghini        | Montevideo  | 30 años | Encargado de marketing                  | 14.to Eliminado        |
| Andrea Pérez           |             |         | Administrativa                          | 13.ra Eliminada        |
| Sofía Elvira           | San José    | 31 años | Arquitecta                              | 8.va / 12.va Eliminada |
| Mayte Brea Díaz        |             | 29 años | Actriz y estudiante de educación física | 5.ta / 11.ma Eliminada |
| Leticia Todaro         | Montevideo  | 49 años | Docente                                 | 1.ra / 10.ma Eliminada |
| Gonzalo Pérez Berobide |             | 35 años | Contador y cantante coral               | 3.er / 9.no Eliminado  |
| Victoria Ortiz         |             | 28 años | Docente                                 | 7.ma Eliminada         |
| Paula Alles            | Rosario     | 21 años | Estudiante de nutrición                 | 6.ta Eliminada         |
| Soledad Carrasco       | Montevideo  | 59 años | Ama de casa                             | 4.ta Eliminada         |
| Daniel Mautone         | Montevideo  | 62 años | Psicólogo y podólogo                    | Abandono voluntario    |
| Alex Hornes            | Durazno     | 20 años | Niñero                                  | 2.do Eliminado         |

## Cuarta temporada (2025)

### Equipo

#### Conducción
- Jimena Sabaris

#### Jurado
- Hugo Soca
- Leticia Copiz: pastelera profesional y nutricionista, fundadora del restaurante Charo. [14]

#### Host digital
- Cathy Denis: semifinalista de la tercer temporada.